# Pokrîșiv, Brusîliv
Pokrîșiv (în ucraineană Покришів) este o comună în raionul Brusîliv, regiunea Jîtomîr, Ucraina, formată numai din satul de reședință.

## Demografie
Componența lingvistică a satului Pokrîșiv
     Ucraineană (98,96%)
     Alte limbi (1,05%)
Conform recensământului din 2001, majoritatea populației satului Pokrîșiv era vorbitoare de ucraineană (98,96%), existând în minoritate și vorbitori de alte limbi.